# The Number of the Beast (песня)
The Number of the Beast (с англ. — «Число Зверя») — седьмой сингл и второй из одноимённого альбома британской хеви-метал-группы Iron Maiden.

## Текст песни
Текст песни описывает историю-страшилку, похожую на ту, что описана в песне Black Sabbath одноимённой группы: лирический герой сталкивается с культом сатанистов, призывающих дьявола. Охваченный ужасом, герой не может понять, было это в реальности или во сне. Последний куплет поётся уже от лица дьявола, который угрожает герою расправой.

## Популярность
Песня заняла седьмое место в «VH1’s 40 Greatest Metal Songs».
В январе 2005 года вышло переиздание сингла. Оно включает в себя видео концертного исполнения песен «Number of the Beast» и «Hallowed Be Thy Name», которое ранее не издавалось официально.
На эту песню были сделаны кавер-версии в исполнении Kreator, Dream Theater, Iced Earth, Avulsed, Sinergy, Saints in Hell, Breed 77, Powderfinger, Zwan, The Iron Maidens и другими музыкальными коллективами.
Также песня использовалась в видеоиграх Tony Hawk’s Pro Skater 4, Guitar Hero III: Legends of Rock, Rock Band и Rocksmith 2014.

## Список композиций
| №  | Название                  | Текст песни | Музыка      | Длительность |
| -- | ------------------------- | ----------- | ----------- | ------------ |
| 1. | «The Number of the Beast» | Стив Харрис | Стив Харрис | 4:49         |
| 2. | «Remember Tomorrow»       | Пол Ди’Анно | Стив Харрис | 5:27         |

## Список композиций (переиздание 2005 года)
1. «The Number of the Beast»
2. «The Number of the Beast» (live 2002)
3. «Hallowed Be Thy Name» (live 2002)
4. Видео — «The Number of the Beast»
5. Видео — «The Number of the Beast» (live 2002)

## Участники
- Брюс Дикинсон — вокал
- Стив Харрис — бас-гитара, бэк-вокал
- Дэйв Мюррей — гитара
- Эдриан Смит — гитара, бэк-вокал
- Клайв Барр — ударные
- Нико Макбрэйн — ударные (концертное исполнение)